# Sėr sėr salhi
Sėr sėr salhi è un film del 2023 diretto da Pürėv-Očir Lhagvadulam, al suo esordio alla regia di un lungometraggio.
È stato scelto come rappresentante della Mongolia nella categoria per il miglior film internazionale ai premi Oscar 2024.

## Trama
L'aspirante sciamano Zė cerca di conciliare il proprio compito ancestrale con la vita di tutti i giorni di un moderno ragazzo di 17 anni ad Ulan Bator, finché non si innamora di Maralaa, una coetanea con la quale condivide l'animo da solitario.

## Produzione
La regista Pürėv-Očir Lhagvadulam ha sviluppato la sceneggiatura partecipando al Torino Script Lab e al programma Open Doors del Festival di Locarno. Prima di incontrare i co-produttori francesi che le fornissero i fondi necessari a realizzare il film, ha usato il soggetto per il proprio esordio alla regia, il cortometraggio Šiluus (2020), in cui la storia invece era raccontata dalla prospettiva della ragazza.

## Distribuzione
Il film è stato presentato in anteprima il 31 agosto 2023 alla 80ª Mostra internazionale d'arte cinematografica di Venezia, nella sezione Orizzonti.

## Riconoscimenti
- 2023 - Mostra internazionale d'arte cinematografica di Venezia[4]
  - Premio Orizzonti per il miglior attore a Bold-Ėrdėnė Tėrgėl